# Gloria Jones
Pour les articles homonymes, voir Jones.
Gloria Richetta Jones (née le 19 octobre 1945 à Cincinnati dans l'Ohio) est une chanteuse et compositrice américaine. Elle commence sa carrière en chantant dans le groupe féminin The Blossoms (en) aux côtés de Darlene Love. En 1964, elle enregistre sans succès le titre de northern soul, Tainted Love, dont la reprise par le duo Soft Cell fut un succès en 1981. À partir de 1966, elle signe ou co-signe sous le pseudonyme de LaVerne Ware des titres pour les Jackson 5, les Four Tops, ou bien encore Gladys Knight & The Pips.
En 1974, elle rejoint le groupe T. Rex comme claviériste et choriste, et entretient par la suite une liaison avec le leader du groupe Marc Bolan. De cette idylle nait leur fils, Rolan, le 26 septembre 1975. Marc Bolan décède le 16 septembre 1977, dans l'accident de la voiture dont elle était la conductrice.
Elle fait une apparition dans La dolce vita.

## Discographie

### Albums solos
- 1966 - Come Go With Me
- 1973 - Share My Love
- 1977 - Vixen
- 1979 - Windstorm
- 1981 - Reunited

### Collaborations
- 1968 : Neil Young de Neil Young, chœurs sur The Old Laughing Lady et I've Loved Her So Long